# Djellza Istrefaj
Djellza Istrefaj (* 29. Mai 2000) ist eine deutsch-albanische Fußballspielerin.

## Karriere

### Vereine
Istrefaj begann in Crailsheim im Stadtteil Altenmünster mit dem Fußballspielen. Im weiteren Verlauf gelangte sie in die Jugendabteilung des Mehrspartensportverein des TSV Crailsheim und kam zuletzt in der Saison 2016/17 in der Gruppe Süd der B-Juniorinnen-Bundesliga in 17 von 18 Saisonspielen zum Einsatz. Zur Saison 2017/18 rückte sie in die erste Mannschaft auf und kam für diese in 19 Punktspielen in der drittklassigen Regionalliga Süd zum Einsatz, in denen ihr ein Tor gelang. Ihr Debüt im Seniorinnenbereich krönte sie zum Saisonstart am 3. September 2017 bei der 1:2-Niederlage im Auswärtsspiel gegen den späteren regionalen Meister als Einwechselspielerin in der 70. Minute gleich mit ihrem ersten Tor, dem Treffer zum Endstand in der 84. Minute. Über die anschließenden drei Jahre ist nichts bezüglich ihrer Vereinsaktivitäten bekannt; erst in der Saison 2021/22 tritt sie ein zweites Mal für den Verein aus Crailsheim in Erscheinung. In der Gruppe 2 wurde sie in zwölf von 16 Punktspielen eingesetzt, in denen ihr zwei Tore gelangen. Mit dem Abstieg in die Oberliga Baden-Württemberg als sieglos gebliebener Letztplatzierter des Klassements, verließ sie den Verein, deren Mannschaft mangels Spielerinnen vor Beginn der Oberliga-Rückrunde aus dem laufenden Spielbetrieb zurückgezogen wurde.
Mit ihrem Wechsel zum SV 67 Weinberg zur Saison 2022/23 gewinnt sie erstmals einen Titel. Am Saisonende schließt sie mit ihrem Verein die Regionalliga Süd als Meister ab; mit fünf Toren in 17 Punktspielen hatte sie dazu beigetragen. In der Folgesaison bestritt sie 24 Punktspiele in der 2. Bundesliga, in denen sie ein Tor erzielte. In der zweithöchsten Spielklasse debütierte sie zum Saisonstart am 20. August 2023 beim 1:1-Unentschieden im Auswärtsspiel gegen den FC Bayern München II in den ersten 45 Minuten. Ihr erstes Tor erzielte sie am 5. Mai 2024 (23. Spieltag) beim 3:1-Sieg im Heimspiel gegen den FC Ingolstadt 04 mit dem Treffer zum Endstand in der dritten Minute der Nachspielzeit.

### Nationalmannschaft
Istrefaj, deren Eltern aus Albanien stammen, bestritt bislang zwei Länderspiele für die Nationalmannschaft Albaniens. Sie debütierte als Nationalspielerin am 22. Februar 2024 in Paola im ersten von zwei Spielen gegen die Nationalmannschaft Belarus’ im Rahmen des Wettbewerbs um die VisitMalta Women’s Trophy. Der erste Vergleich wurde mit 0:3 verloren, der zweite mit 3:0 gewonnen, in dem sie mit dem Treffer zum 2:0 in der 60. Minute ihr erstes Länderspieltor erzielte.

## Erfolge
- Meister Regionalliga Süd 2023